# Porcelaine de Saint-Cloud
La porcelaine de Saint-Cloud était un type de porcelaine tendre produite dans la ville française de Saint-Cloud de la fin du XVIIe siècle jusqu'au milieu du XVIIIe siècle.

## Histoire
En 1702, Philippe Ier, duc d'Orléans, a donné des lettres-brevets à la famille de Pierre Chicaneau, qui aurait fabriqué depuis 1693 une porcelaine "aussi parfaite que les Chinois". La manufacture de Chicaneau a été pionnière dans la fabrication de la porcelaine en Europe, où il y a eu de nombreuses tentatives de copie de la porcelaine chinoise. Saint-Cloud a mis au point une fritte ("un mélange de fondant, de sable et de craie") qui était proche, bien que non similaire, de la porcelaine asiatique.
Elle était fabriquée à la faïencerie de Saint-Cloud.
Sa pâte était faite de sable, de soude, d’alun et de gypse, de sel marin, de craie et de marne calcaire.
Une collection en est visible au Musée des Arts décoratifs de Paris.

## Galerie

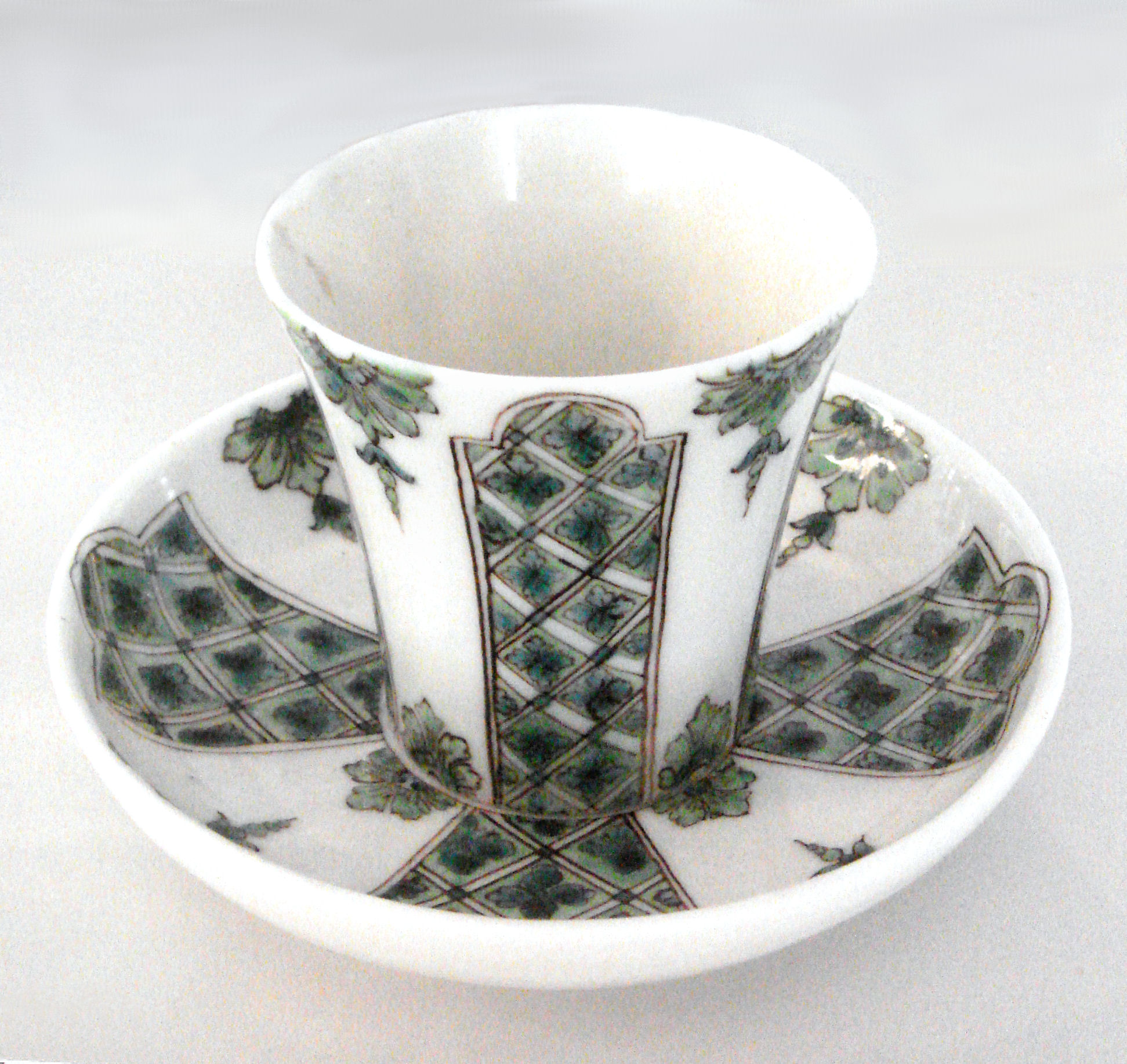
Tasse en porcelaine tendre de Saint-Cloud, 1700-1720.
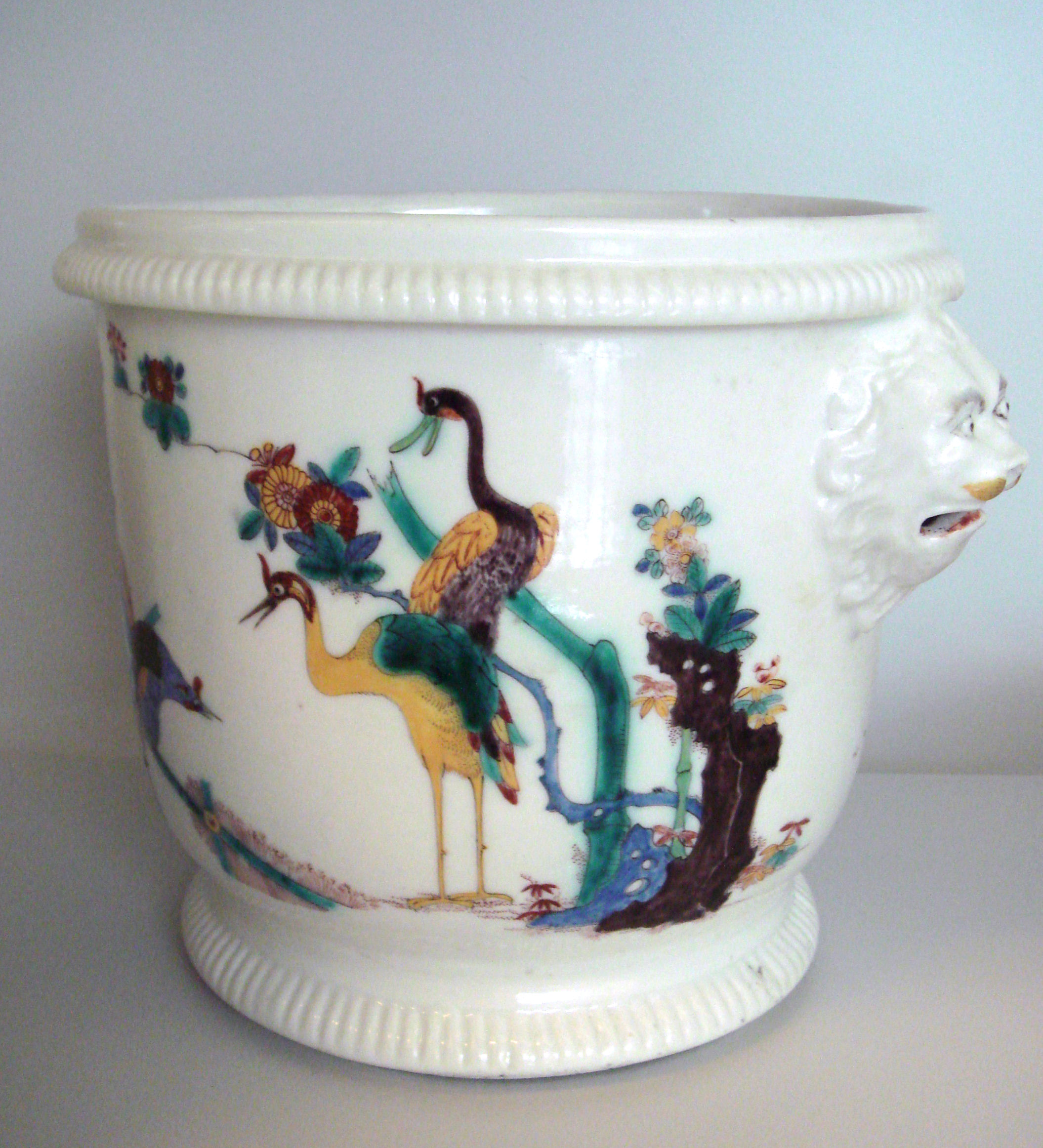
Mer de porcelaine tendre de Saint-Cloud, 1720-1730. "Fleurs indiennes" en imitation du style Kakiémon de la porcelaine d'Arita, Japon.
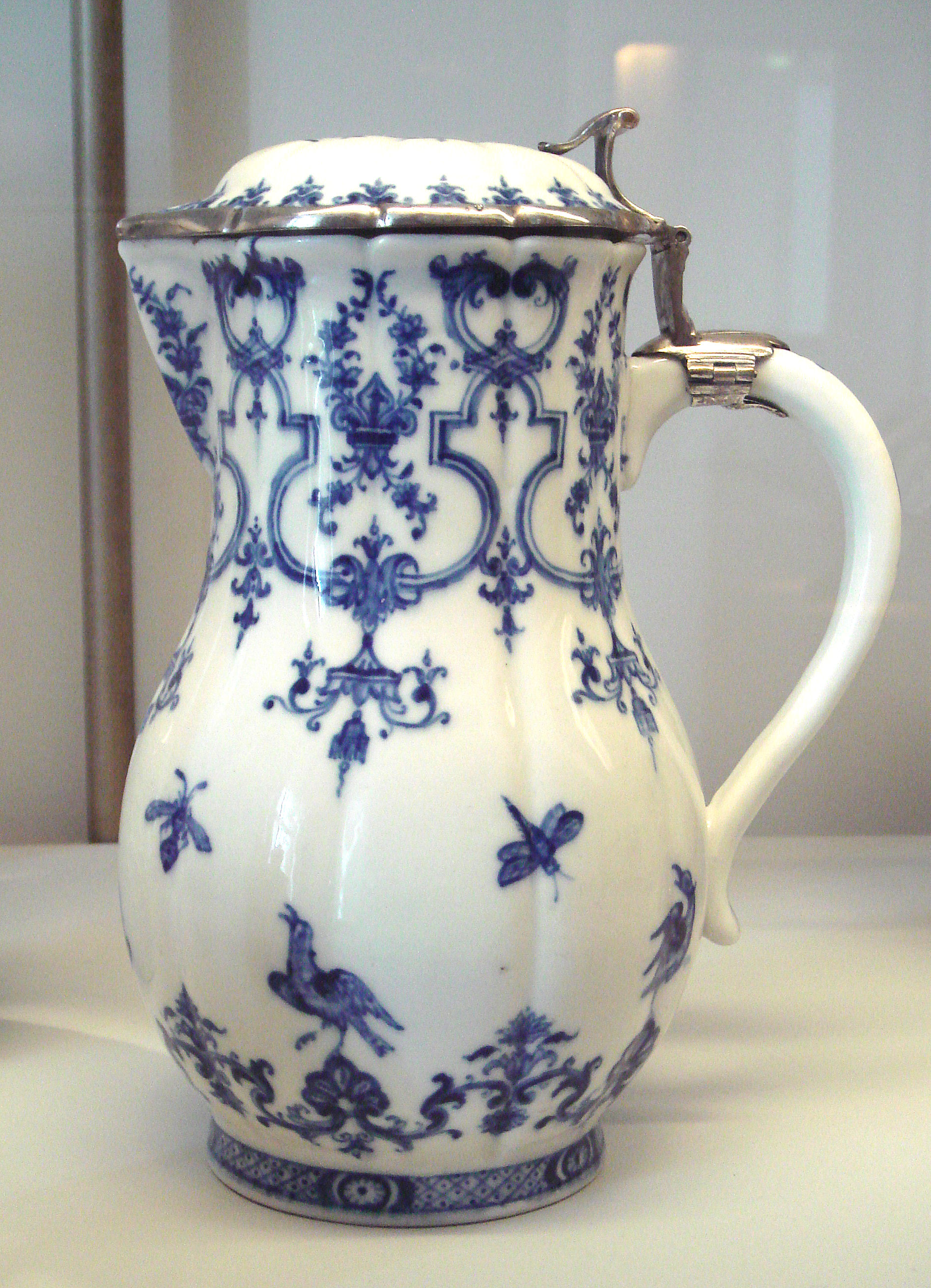
Pot à eau en porcelaine tendre de Saint-Cloud, vers 1725, avec monture en argent (1726-1732).
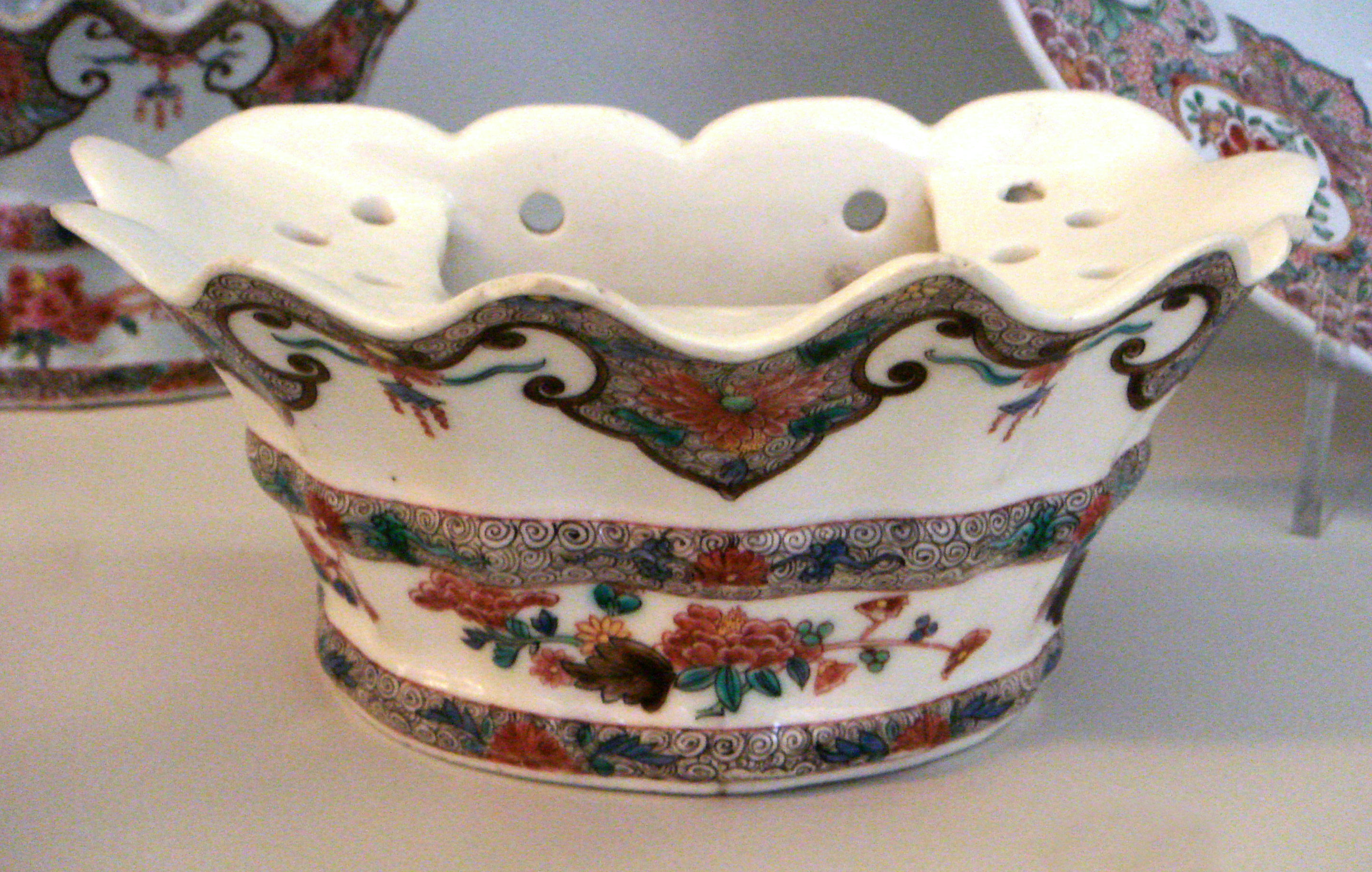
Porte-fleurs en porcelaine tendre de Saint-Cloud, Famille Rose, 1730-1740.
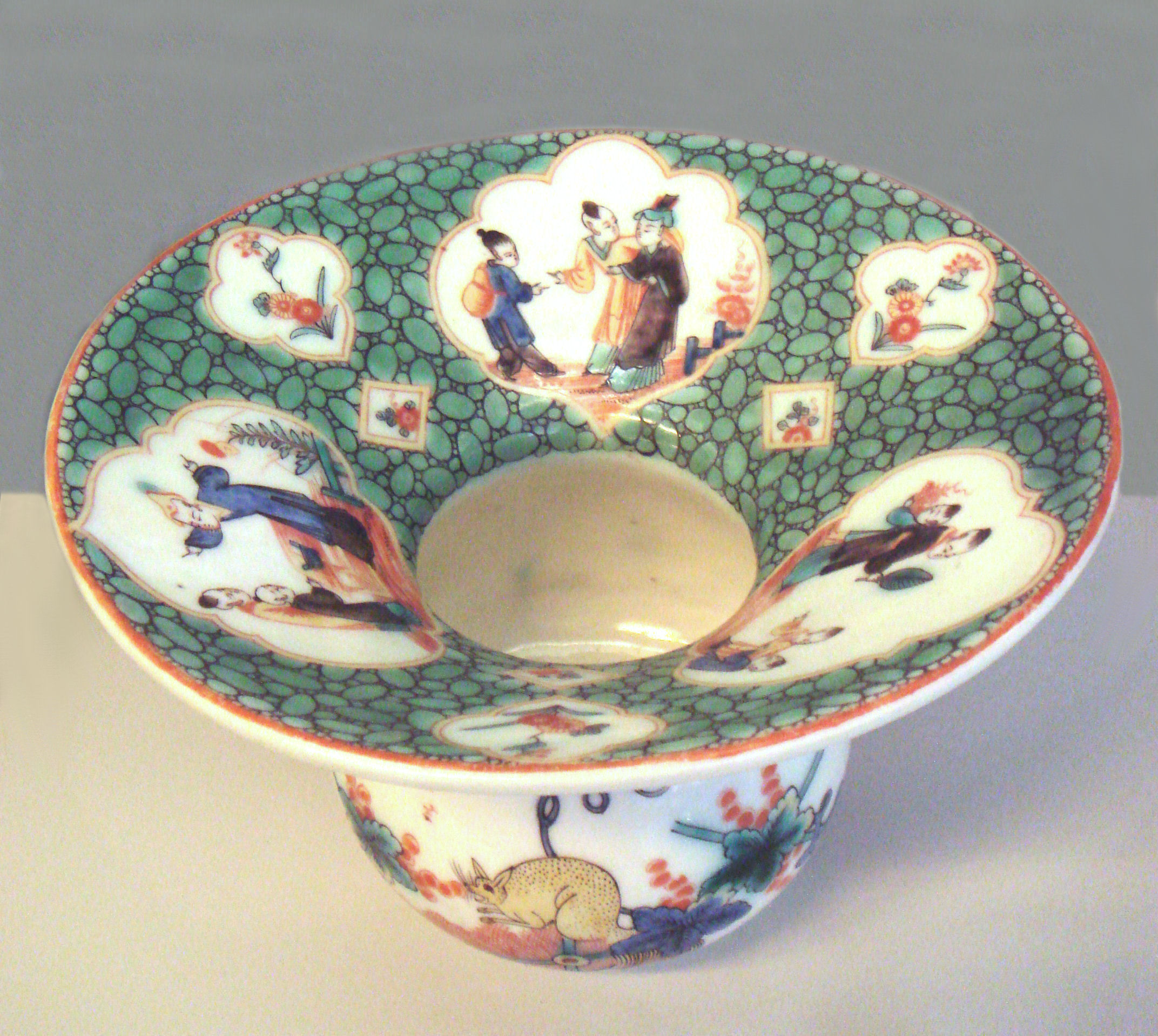
Cracheur en porcelaine tendre de Saint-Cloud, Famille verte, 1730-1740.